# Gare de Kuroiso
La gare de Kuroiso (黒磯駅, Kuroiso-eki) est une gare ferroviaire de la ville de Nasushiobara, dans la préfecture de Tochigi au Japon. Elle est située dans le quartier de Kuroiso. La gare est exploitée par la East Japan Railway Company (JR East).

## Situation ferroviaire
La gare est située au point kilométrique (PK) 163,3 de la ligne principale Tōhoku (fin de la ligne Utsunomiya).

## Histoire
La gare a été inaugurée le 1er décembre 1886.

## Service des voyageurs

### Accueil
La gare dispose d'un bâtiment voyageurs, avec guichets, ouvert tous les jours.

### Desserte
- Ligne Utsunomiya :
  - voies 1 à 3 : direction Utsunomiya, Ōmiya et Ueno (interconnexion avec la ligne Ueno-Tokyo pour Tokyo, Yokohama et Atami)
- Ligne principale Tōhoku :
  - voies 4 et 5 : direction Kōriyama